# Neuer Jüdischer Friedhof (Miltenberg)
Der Neue Jüdische Friedhof Miltenberg ist einer von zwei jüdischen Friedhöfen im unterfränkischen Miltenberg, der Kreisstadt des gleichnamigen Landkreises im Regierungsbezirk Unterfranken. Der 14,4 Ar große Friedhof befindet sich südlich von Miltenberg im Naturpark Bergstraße-Odenwald am Klausrain; nur der hintere Teil des Friedhofs ist belegt.
Der andere jüdische Friedhof in Miltenberg ist der an der südöstlichen Stadtmauer befindliche Alte Jüdische Friedhof.

## Geschichte
Der Friedhof wurde seit dem Jahr 1904 belegt, als die Flächenressourcen des Alten Jüdischen Friedhof an der Miltenberger Stadtmauer erschöpft waren. Eine der ersten Beerdigungen auf dem Neuen Jüdischen Friedhof war die von Emanuel Lindheimer; er hatte im Jahr 1899 die für die Anlage dieses Friedhofs benötigte Fläche an die jüdische Gemeinde verkauft.
Der Friedhof wurde bis Dezember 1941 genutzt.